# Walter Lewis (1866)
Walter Henry Lewis  (Manchester, 31 maart 1866 – ?) was een Amerikaans componist, dirigent, organist en zanger (tenor).
Lewis heeft muziek studeert aan het New England Conservatory of Music in Boston (Massachusetts). Hij was als dirigent, organist en zanger werkzaam. Lewis componeerde drie opera's, andere vocale werken en muziek voor orgel en piano.

## Composities

### Muziektheater

#### Opera's
| Voltooid in | titel                                   | aktes       | première                                | libretto           |
| ----------- | --------------------------------------- | ----------- | --------------------------------------- | ------------------ |
| 1894        | Captain Kidd, Coin Collector            |             |                                         | Bert Leston Taylor |
| 1900        | Ponce de Leon, or the Fountain of Youth |             | 24 april 1900, Manchester               | Bert Leston Taylor |
| 1901        | The explorers                           | 2 bedrijven | 30 juni 1901, Chicago, Dearborn Theatre | Bert Leston Taylor |

### Vocale muziek

#### Werken voor koor
- 1901 Cupid might have been a little coon, liederen uit de opera "The explorers" voor gemengd koor - tekst: Bert Leston Taylor

#### Liederen
- 1889 It happened so, voor zangstem en orgel
- 1889 My sweetheart, voor zangstem en orgel - tekst: Allen G. Bigelow
- 1889 Thou art not near, voor alt (of bariton) en orgel
- 1901 My lady champagne uit de opera "The explorers", voor zangstem en piano - tekst: Bert Leston Taylor
- 1903 Yallelly, lied voor zangstem en piano - tekst: O. A. Court
- 1904 Teddy, marslied voor zangstem en piano - tekst: O. A. Court
- 1905 Come, little Bee, lied voor zangstem en piano - tekst: O. A. Court
- 1906 Had she been kissed before?, lied voor zangstem en piano
- 1906 The Rose that she wore, ballade voor zangstem en piano
- 1906 When Father rode the Goat, voor mannenkwartet
- 1907 Mammy's little yaller Rose - A Plantation Lullaby, voor zangstem en piano - tekst: N. W. Houk
- 1907 My Lassie, ballade voor zangstem en piano - tekst: van de componist
- 1907 Down the Garden Alley, lied voor zangstem en piano - tekst: O. A. Court
- 1907 Pensacola Sue, voor zangstem en piano - tekst: O. A. Court
- 1907 Where the Jasmine twines, voor bariton en mannenkwartet - tekst: O. A. Court
- 1911 Tennyson's Break, break, break, voor bas solo en piano - tekst: baron Alfred Tennyson

### Werken voor orgel
- 1889 A lullaby

### Werken voor piano
- 1902 The Summer Coquette, mars en two step
- 1905 Paquita, wals
- 1908 Twin Hearts, intermezzo en two step